# Gamla Riksbankshuset, Örebro

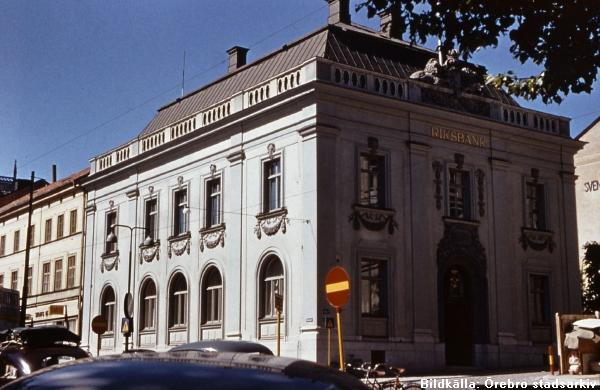
Gamla Riksbankshuset i Örebro på 1950-talet.

Gamla Riksbankshuset i Örebro är ett byggnadsminnesmärkt byggnad som ligger vid Trädgårdstorget med adress Engelbrektsgatan 4. Nära grannar är Stora hotellet, Örebro slott och rådhuset.

## Historik
Åren 1894–1999 hade Sveriges riksbank ett avdelningskontor i Örebro. Riksbankens ursprungliga byggnaden på Trädgårdstorget är uppförd i nybarockstil efter ritningar av arkitekten Aron Johansson. Han var arkitekten bakom bland annat Riksdagshuset i Stockholm. Byggnaden stod klart 1899, vid samma tid som flera andra riksbanksbyggnader i de svenska residensstäderna.
I bottenvåningen låg banklokalen, och i ovanvåningen låg bankdirektörens bostad. Byggnaden fungerade som hemvist för Riksbankens filial i Örebro fram till 1987, då ett nytt riksbankshus togs i bruk vid Fabriksgatan. Senare fanns den Danske Bank i Sverige och Danmarks konsulat i Örebro på Trädgårdstorget. Idag är huset i privat ägo.
År 2013 förklarades byggnaden som byggnadsminne.